# Njivica
Njivica este o localitate din comuna Kranj, Slovenia, cu o populație de 30 de locuitori.